# Viking Cinderella
Die Viking Cinderella ist eine RoPax-Fähre, die 1989 von Wärtsilä Marine Perno-Werft in Turku als Cinderella für die SF Line, einer von drei Eigentümern des Viking Line Konsortiums, in Dienst gestellt wurde. Seit 2024 wird sie nach dem Verkauf der Amorella an Corsica Ferries auf der Route von Helsinki über Mariehamn nach Stockholm zusammen mit der Gabriella eingesetzt.

## Geschichte
Die Cinderella wurde in der zweiten Hälfte der 1980er Jahre als neues Flaggschiff der SF Line bestellt. Der Innenraum wurde auf Basis der Mariella gestaltet, jedoch mit deutlich mehr Raum für Kabinen und Passagierbereiche. Ursprünglich sollte die Cinderella die Mariella auf der lukrativen Helsinki-Stockholm-Route ablösen, die dann wiederum einen neuen Service von Helsinki nach Norrköping aufnehmen sollte. Dieser Plan wurde jedoch nie realisiert, weswegen die Cinderella als drittes Schiff auf der Strecke von Helsinki nach Stockholm und zurück eingesetzt wurde. Die Abfahrtstage waren immer montags, mittwochs und freitags um 19:30 Uhr (anstelle der normalen Abfahrtszeit um 18:00 Uhr). Die Rundreisezeit belief sich auf 25 Stunden (später 24 Stunden). Diese Kurztrips erfreuten sich schnell großer Beliebtheit, so dass als Folge dessen diese auch an Freitagen und Samstagen angeboten wurden. Im Jahr 1988 plante die SF-Line kurzfristig, ein Schwesterschiff zur Cinderella bei der jugoslawischen Werft Brodogradilište Split zu ordern. Dieser Plan wurde jedoch verworfen, als bekannt wurde, dass der Wettbewerber Euroway zwei große Fährschiffe dort geordert hatte.

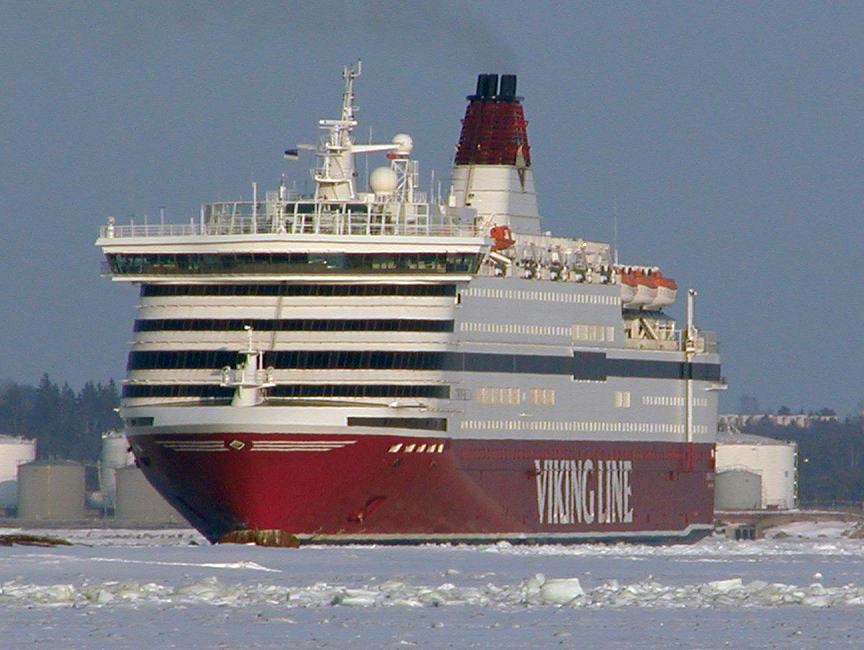
Cinderella in der ursprünglichen Lackierung. Das decksübergreifende Panoramafenster ist nur auf der Steuerbordseite zu finden.

Im Jahr 1993, nachdem die Rederi AB Slite – einem weiteren Shareholder der Viking Line – Konkurs anmelden musste, übernahm die Cinderella den Dienst der Olympia zusammen mit der Mariella auf der Helsinki-Stockholm-Route. Die Passagierkapazität wurde auf 2.700 aufgestockt, doch bald wieder auf 2.500 gesenkt. Im Herbst 1994 tauschte sie ihren Dienst mit der Isabella, um 24-Stunden-Kreuzfahrten von Helsinki nach Tallinn durchzuführen. Im darauffolgenden Sommer wurde die Cinderella auf der Strecke von Turku nach Stockholm mit Zwischenstopp in Mariehamn eingesetzt, um die Rosella für die zeitweiligen Verkehre auf der Route Naantali-Mariehamn-Kapellskär einsetzen zu können. Der Einsatz der Cinderella dauerte bis zum Sommer 1996. Zusätzlich zu den normalen Einsätzen wurde das Schiff 2002 und 2003 auch für weitere Kreuzfahrten von Helsinki nach Riga eingesetzt.
Mit dem Ende der Sommersaison 2003 zog die Viking Line die Cinderella von der Helsinki-Tallinn-Route ab, nachdem der Wettbewerber Tallink mit der Romantika im Mai 2002 eine neue Fähre auf der Strecke in Dienst gestellt hatte. Darüber hinaus endete mit dem Eintritt Estlands in die EU im Jahr 2004 die Möglichkeit des zollfreien Einkaufs an Bord. Die Viking Line ließ die Cinderella in Naantali aufwändig umrüsten. Sie erhielt ein weißes Farbkleid und wurde nach Schweden umgeflaggt. Da es in Schweden bereits ein Schiff mit dem Namen Cinderella gab, operiert sie seitdem unter dem Namen Viking Cinderella. Die schwedischen Schifffahrtsbehörden erklärten das Schiff seinerzeit zum umweltfreundlichsten Schiff unter schwedischer Flagge.
Von 2004 bis 2023 unternahm die Viking Cinderella in den Sommermonaten 22-stündige Fahrten nach Riga mit Zwischenhalt in Mariehamn, um einen zollfreien Einkauf an Bord anbieten zu können. In der übrigen Zeit verkehrte die Viking Cinderella auf der Route Stockholm-Mariehamn-Stockholm. Die Dauer dieser Kreuzfahrt betrug 21 Stunden. Im Juli und August 2023 verkehrte sie zusammen mit der Gabrielle auf der alten Route von Stockholm via Mariehamn nach Helsinki.
Die Viking Cinderella war das letzte Schiff der Viking-Flotte, welches seinen Dienst unter schwedischer Flagge versah. Alle anderen Schiffe wurden bereits zuvor nach Finnland umgeflaggt. Am 5. März 2024 wurde auch sie unter finnische Flagge gebracht und verkehrt seit dem 8. März 2024 wieder zwischen Helsinki und Stockholm.

## Decks
1. Maschinenraum
2. C-Klasse-Kabinen
3. Autodeck
4. Autodeck (das Autodeck kann mit Hilfe von hydraulischen Böden horizontal in zwei Decks geteilt werden)
5. A- und B-Klasse-Kabinen, Mannschaftsbereiche
6. Sauna, Whirlpools, Schwimmbecken, A- und B-Klasse-Kabinen
7. Information, Admiral Hornblower’s Pub, Nöjescafé Café, Purse & Pearls Shop, Kinderland, Fun Club, Club 7even Disco, Duty-free Shop, A- und B-Klasse-Kabinen
8. Viking Buffet, Seaview Dining, Ocean Grill und Bankettrestaurants, Bottega Prosecco Bar, Casino, Étage (Level 1)
9. Konferenzbereiche, Étage (Level 2), A- und B-Klasse-Luxuskabinen, Suiten, Sonnendeck
10. Étage (Level 3), A-Klasse-Luxuskabinen, Suiten, Mannschaftsbereiche
11. Brücke, Luxuskabinen
12. Sonnendeck